# Hantée par le passé
Pour plus de détails, voir Fiche technique et Distribution.
Hantée par le passé (Tribute) est un téléfilm américain réalisé par Martha Coolidge, diffusé le 11 avril 2009 sur Lifetime.

## Synopsis
Ex-enfant star, Cilla McGowan trouve plus de satisfaction aujourd'hui en restaurant de vieilles maisons. A la recherche d'une vie calme, elle rachète la ferme de sa grand-mère en Virginie, pour la sauver de la ruine. Son espoir de sérénité est bientôt balayé par des rêves récurrents sur sa célèbre grand-mère, morte d'une supposée overdose dans sa maison il y a plus de 30 ans. Cilla bénéficie heureusement du soutien de son nouveau et séduisant voisin, Ford Sawyer, quand ses rêves inquiétants et les sombres secrets de famille prennent une tournure réelle et cauchemardesque...

## Fiche technique
- Titre original : Tribute
- Réalisation : Martha Coolidge
- Scénario : Gary Tieche, d'après un roman de Nora Roberts
- Pays : États-Unis
- Durée : 88 minutes

## Distribution
- Brittany Murphy : Cilla McGowan[2]
- Jason Lewis : Ford Sawyer[2]
- Christian Oliver : Steve Chensky
- Diana Scarwid : Cathy Morrow[2]
- Tippi Hedren : Madame Hennessey[2]
- Tiffany D. Morgan : Janet
- Griff Furst : Brian Morrow
- Wallace Merck : Carl Hennessy
- Mark Wilson : Inspecteur Alvin Wilson
- Elliott Grey : Tom Morrow
- Brandi Coleman : Shana
- Earl Maddox : Buddy
- Jesse Moore : Dobby
- John Wilmot : Docteur Rice
- Jerry Leggio (en) : Glacier
- Logan Douglas Smith : Agent du gouvernement